# Stenhouse
Stenhouse är en bergstopp i Antarktis. Den ligger i Sydshetlandsöarna. Argentina, Chile och Storbritannien gör anspråk på området. Toppen på Stenhouse är 48 meter över havet.
Terrängen runt Stenhouse är kuperad. Havet är nära Stenhouse åt sydväst. Trakten är glest befolkad. Närmaste befolkade plats är Commandante Ferraz Station, 1,6 kilometer sydväst om Stenhouse. 